# Discovery Ridge
Discovery Ridge (in lingua inglese: Dorsale della scoperta) è una larga dorsale montuosa con una sommità piuttosto piatta, che si protende in direzione nordovest dalla Buckeye Table circa 4 km a nordovest del Monte Glossopteris nella catena montuosa dell'Ohio Range, nei Monti Transantartici, in Antartide. 
La denominazione è stata proposta da William E. Long, geologo della spedizione dell'Ohio State University nei Monti Horlick nel 1960-61 e 1961-62, in riferimento al fatto che la prima tillite e il primo brachiopode del Devoniano sono stati scoperti dalla spedizione proprio su questa dorsale.